# 싸이카

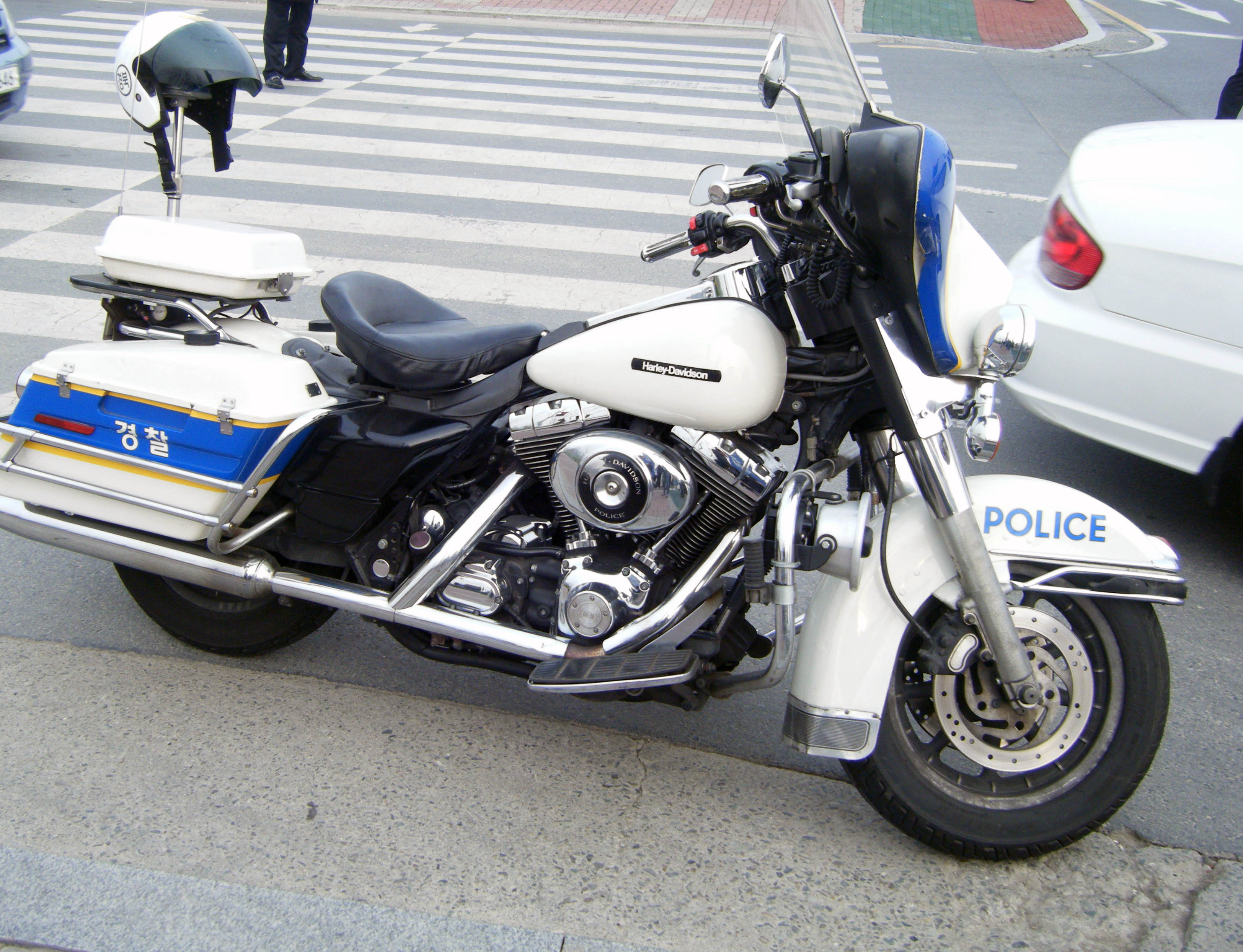
대한민국 경찰의 싸이카(할리데이비슨 FLHTP 일렉트라 글라이드 폴리스)

싸이카는 경찰이 주로 교통 단속업무에 사용하는, 업무집행에 필요한 각종장비를 구비한 순찰용 모터사이클을 대한민국에서 부르는 호칭이다. 경찰 뿐 아니라 헌병에서도 의전용으로 싸이카를 보유하고 있다.
 한국

## 명칭

### 대한민국
대한민국에서 경찰용이나 헌병용 모터사이클을 이르는 싸이카라는 명칭은 이륜차의 측차부를 뜻하는 사이드카(Sidecar)를 줄여 쓴 명칭이거나 사이렌(Siren) 또는 사이클(cycle)과 카(car)라는 명칭을 합성한 것으로 추정된다.
싸이카라는 단어 외에도 경찰 사이드카라고 표현하는 경우도 있는데, 이는 경찰용 모터사이클이 특정 행사때에 경찰용 모터사이클 옆에 사이드카를 장착하고 등장한 것에서 "사이드카"가 경찰용 모터사이클을 일컫는 용어로 불리는 것으로 추정된다. 하지만 엄밀히 말하면 사이드카는 경찰용 모터사이클과 헌병용 모터사이클이 아닌 이륜차의 측차부를 뜻하는 명칭이다.

### 대한민국 이외의 국가
대한민국 이외 국가에서 싸이카는 경찰관이 사용하는 모터사이클이라는 뜻으로 영어로 "Police Motorcycle"로 불리며, 일본에서는 경찰용 모터사이클이 흰색으로 되어있다는 이유로 흰색 오토바이를 뜻하는 "(白バイ 시로바이[*])"로 불린다.
일본에서는 흰색으로 된 경찰용 모터사이클 외에도 검은색으로 되어 있는 경찰용 모터사이클도 존재하는데, 검은색으로 되어 있는 경찰용 모터사이클은 "구로바이(黒バイ)로 부른다. 일본의 구로바이는 파출소에서 순찰용으로 사용되고 있으며, 파출소 외에도 황궁경찰본부에도 구로바이와 비슷한 경찰용 모터사이클을 운용중이다. 이외에도 폭주족 단속을 위해서도 사용되는데, 와카야마현 경찰이 2002년 2월에 폭주족 단속을 위해 일본에서 처음으로 구로바이를 투입했으며, 폭주족 단속 및 검거에 있어서 구로바이의 활약이 있다는 이야기가 나온 이후 경시청을 비롯한 일부 부현 경찰에도 구로바이 순찰대가 편성되었다. 단속은 주로 순찰대장의 복면 경찰차와 3대의 구로바이로 한다.

## 장비
싸이카에는 경찰서와 대화가 가능한 무전기가 장착되어 있고, 실시간 위치를 보내는 GPS가 장착되어 있어 경찰본부에선 모든 싸이카의 위치추적이 가능할 뿐 아니라 같은 시간에 통제할 수도 있다. 또한, 싸이렌이 양 백미러 옆으로 장착되어 있어 "싸이카"라고 불린다.

## 싸이카 운용

### 대한민국
대한민국에서는 싸이카를 의전용과 순찰용으로 운용한다. 의전용인 경우 국빈이나 주요 인사 등을 경호하는데 사용하며, 순찰용인 경우 교통순찰용으로 운용하는 경우가 대부분이다. 주로 배기량 1000cc 이상의 대형 모터사이클을 사용하며, 파출소의 경우 125cc급의 소형 모터사이클과 250cc에서 650cc급의 중대형급 모터사이클을 사용한다.
헌병 싸이카는 국군의 날 행사에서 시가행진을 할 때 동원된다.
대한민국에서 많이 사용되는 싸이카는 미국제의 할리데이비슨과 독일제의 BMW를 사용하며, 혼다, 스즈키, 야마하, 가와사키 등의 일본제 모터사이클은 사용하지 않는다. 파출소에서 순찰용으로 사용하는 싸이카의 경우 대한민국에서 만들어진 모터사이클도 사용한다. 아래는 현재 대한민국에서 사용되고 있는 싸이카의 목록이다.
- 할리데이비슨 FLHTP 일렉트라 글라이드 폴리스
- BMW R1200RT
- BMW R1150RT
- BMW R1100RT
- S&T 미라쥬(S&T 미라쥬650, S&T 미라쥬250, S&T 미라쥬125)
- 효성 엑시브 (일부 차량 퇴역)
- 대림 VF125 (일부 차량 퇴역)
- 대림 데이스타
- 대림 포르테 (네오포르테 또한 사용)
- 대림 스티져

## 사진

### 대한민국의 싸이카

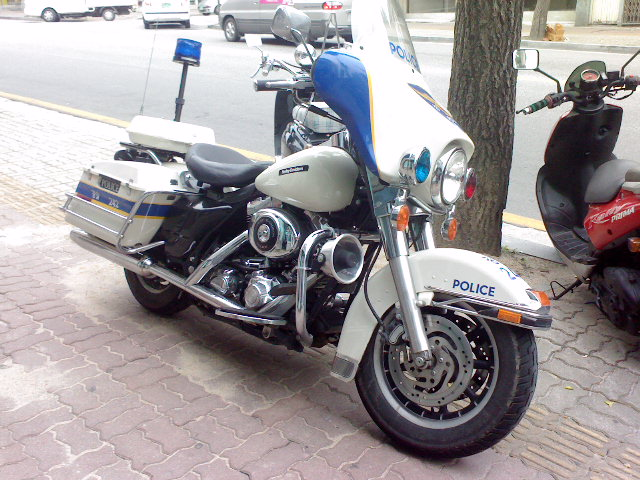
할리데이비슨 싸이카
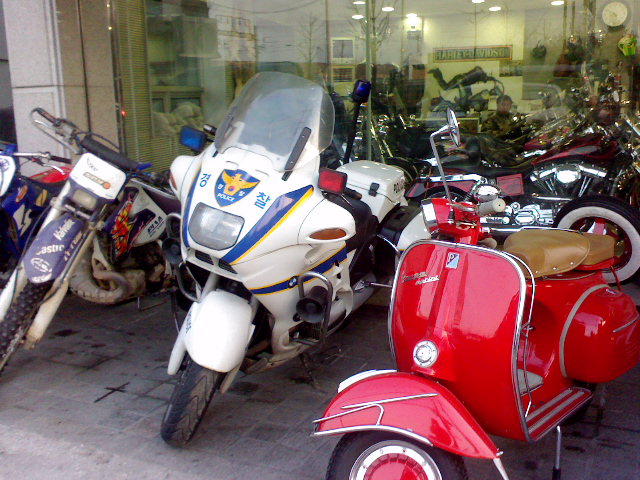
BMW R1100RT 싸이카
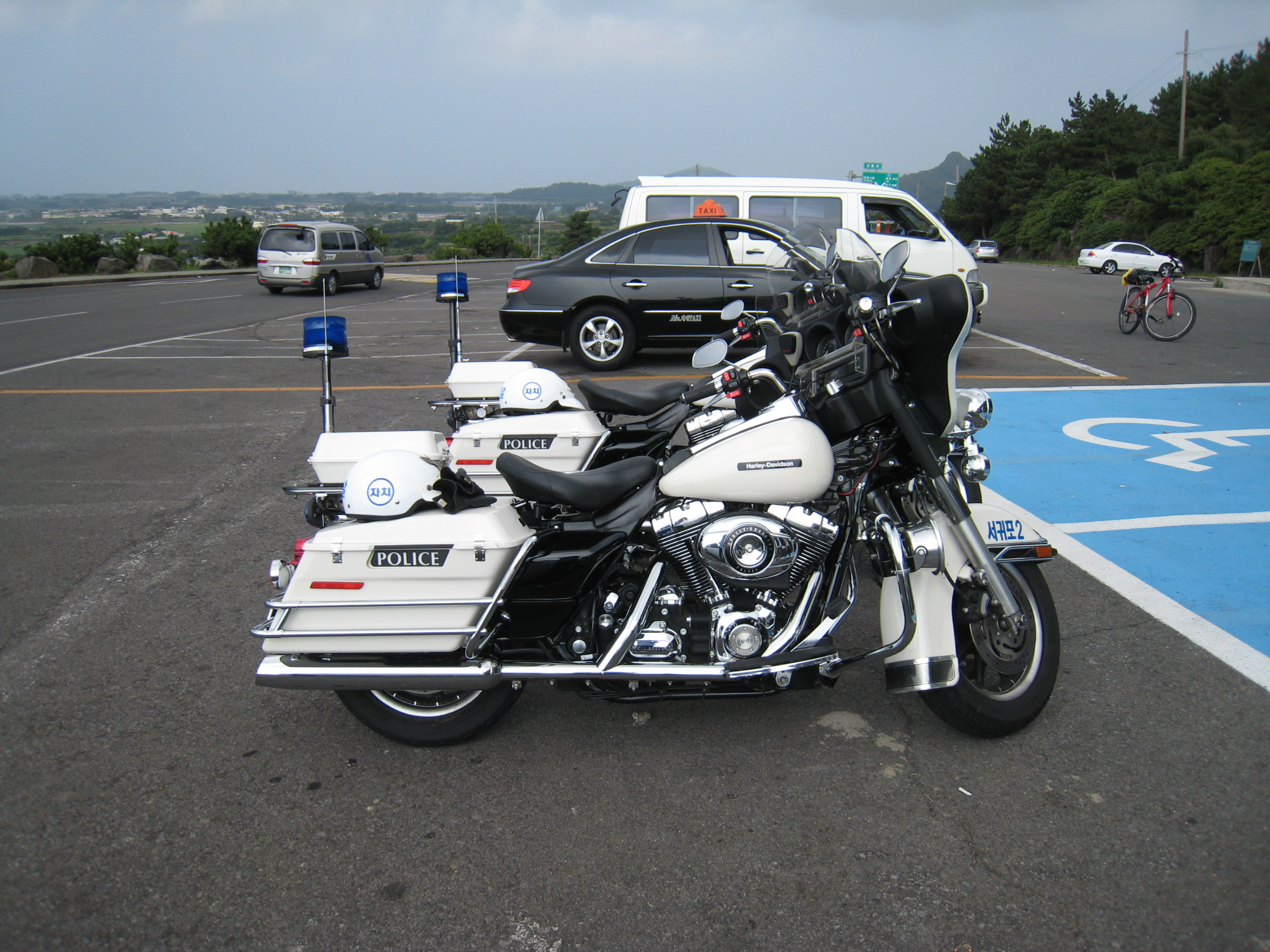
제주도 경찰의 싸이카 (할리데이비슨 FLHTP 일렉트라 글라이드 폴리스)
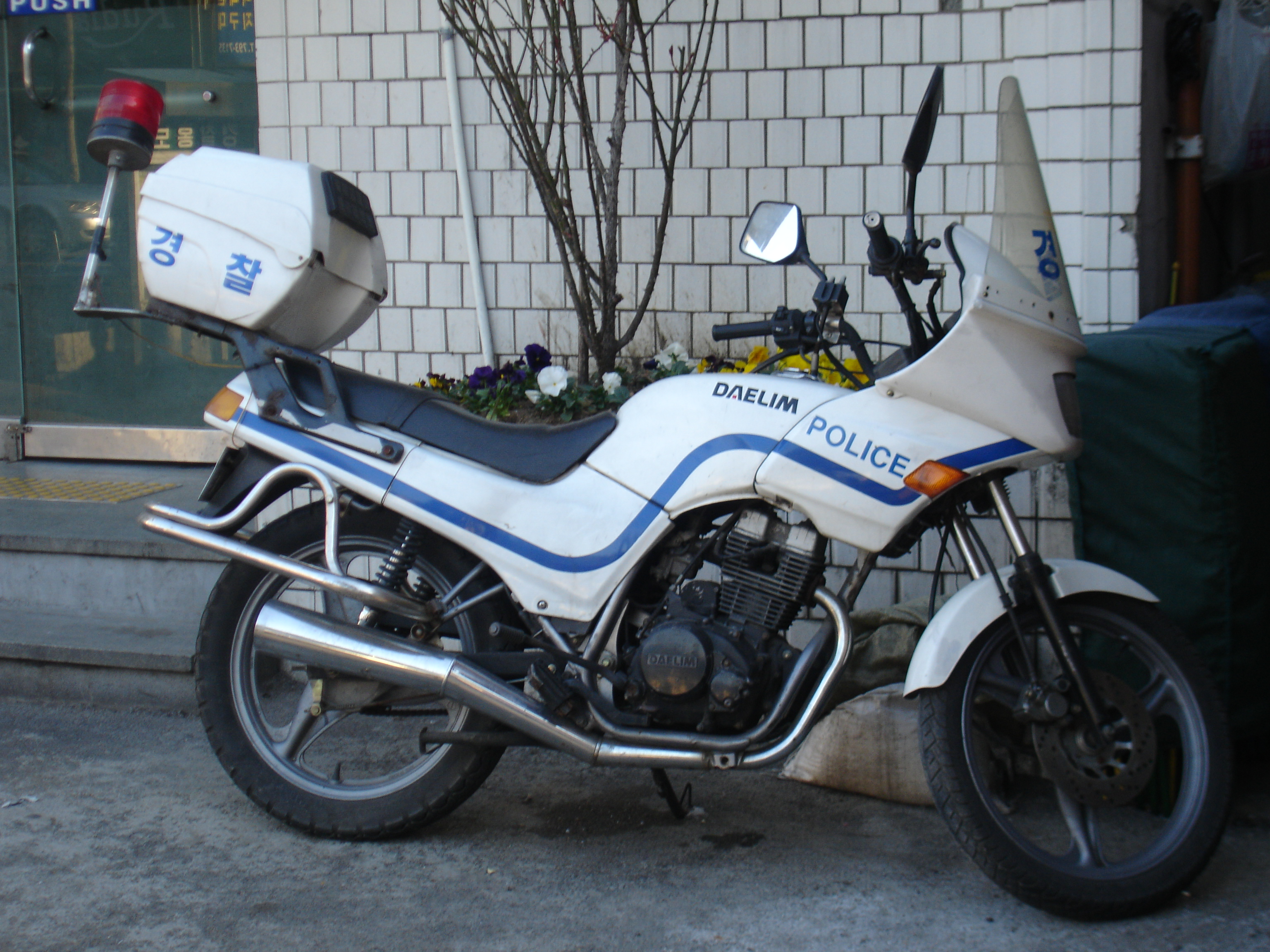
대림 VF125 싸이카

### 외국의 싸이카

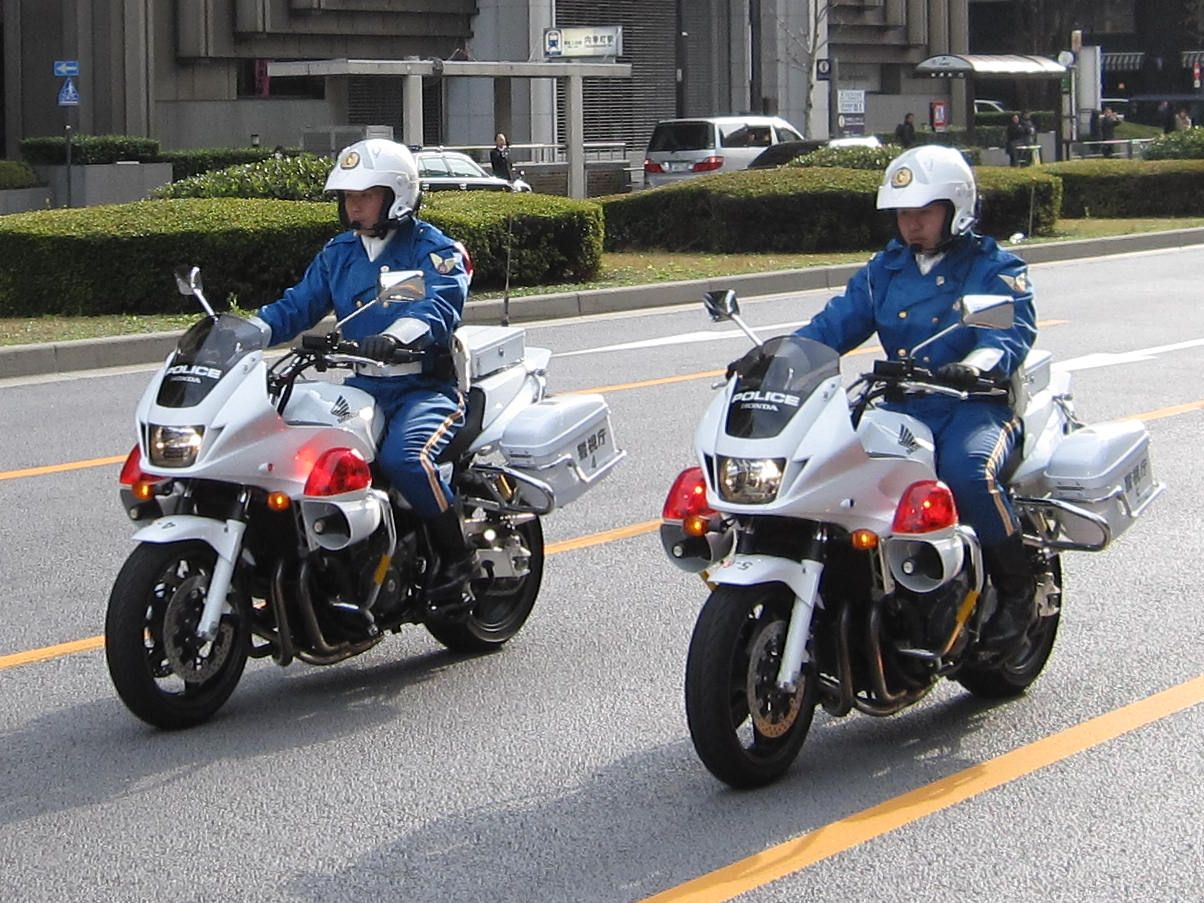
혼다 CB1300P (일본 경시청)
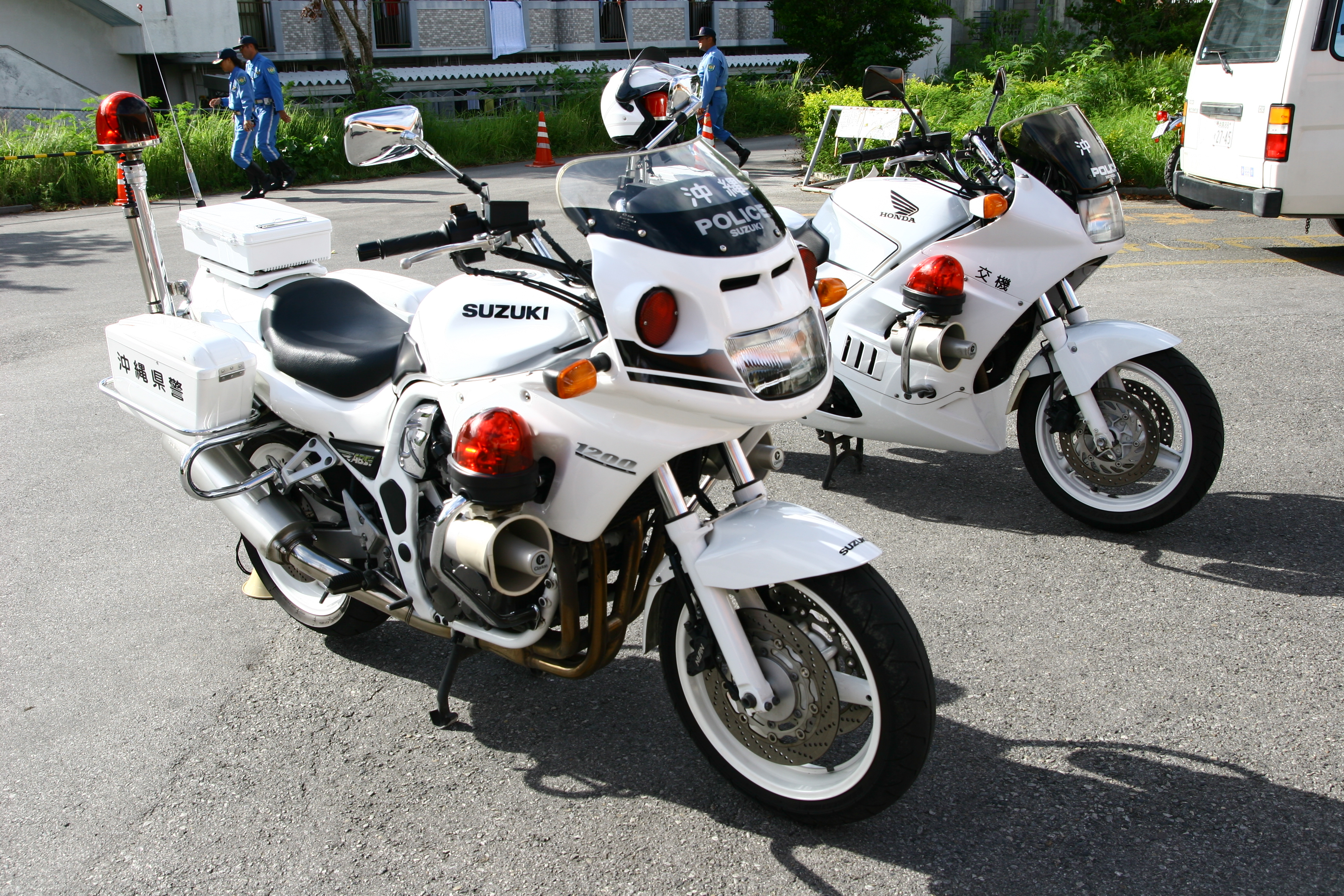
혼다 VFR750P, 스즈키 GSF1200P(일본 오키나와현 우라소에 경찰서 소속)
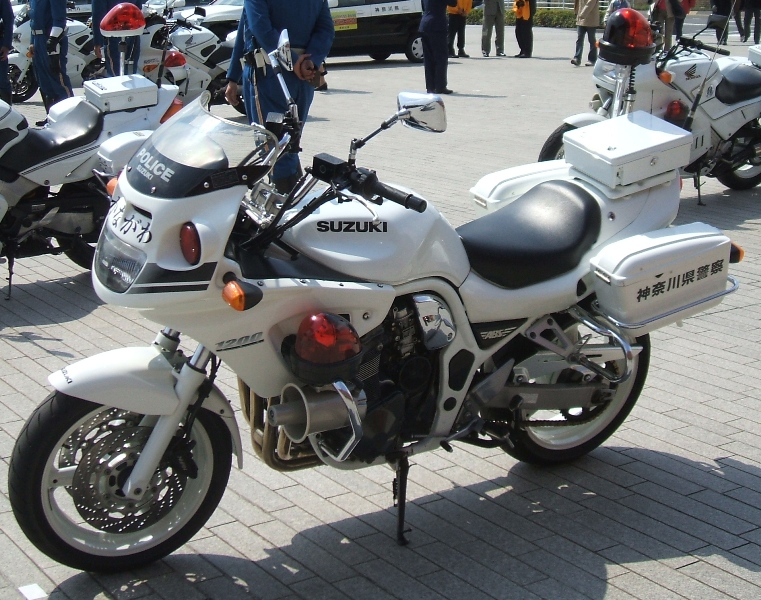
일본 가나가와현 경찰 소속 GSF1200P 싸이카
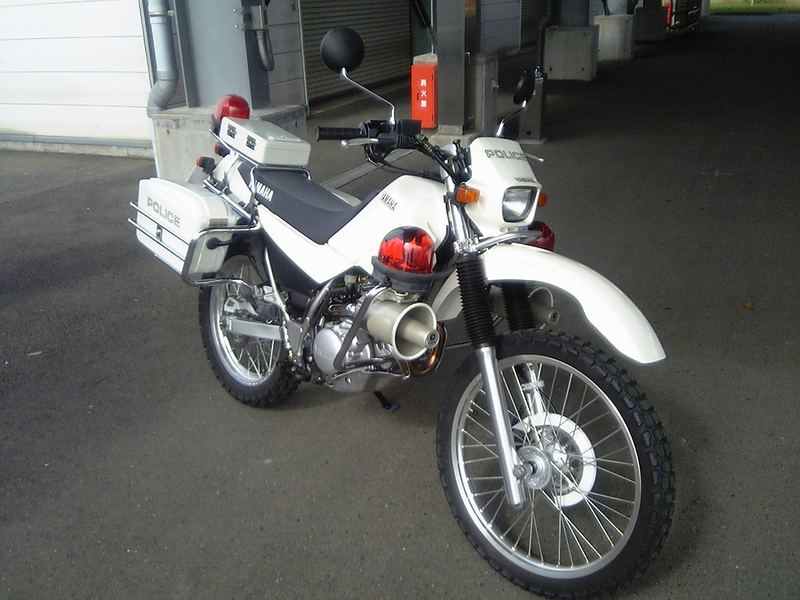
일본경찰의 싸이카 (야마하 세로)
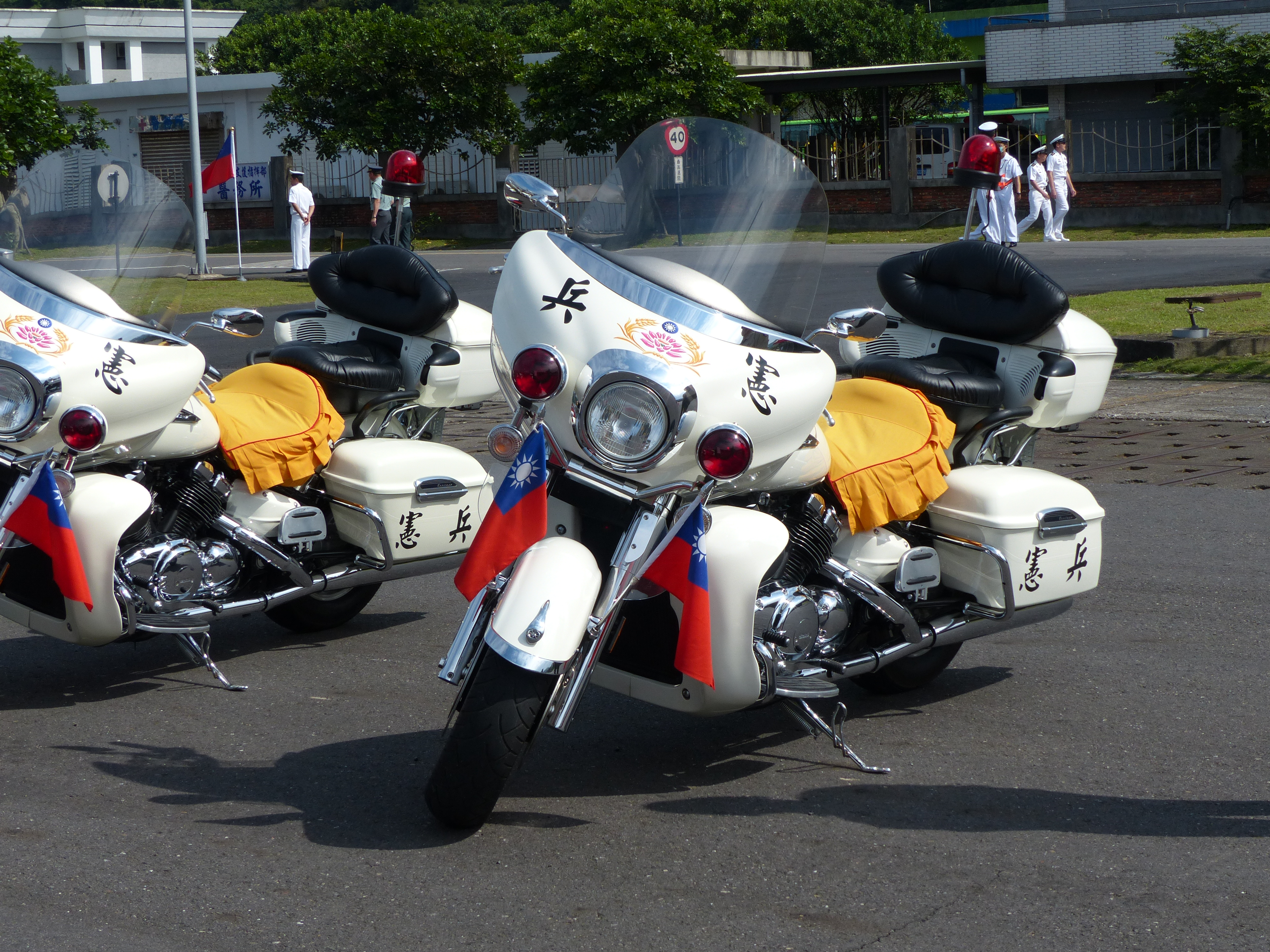
타이완헌병의 싸이카 (야마하 로얄스타 벤쳐)
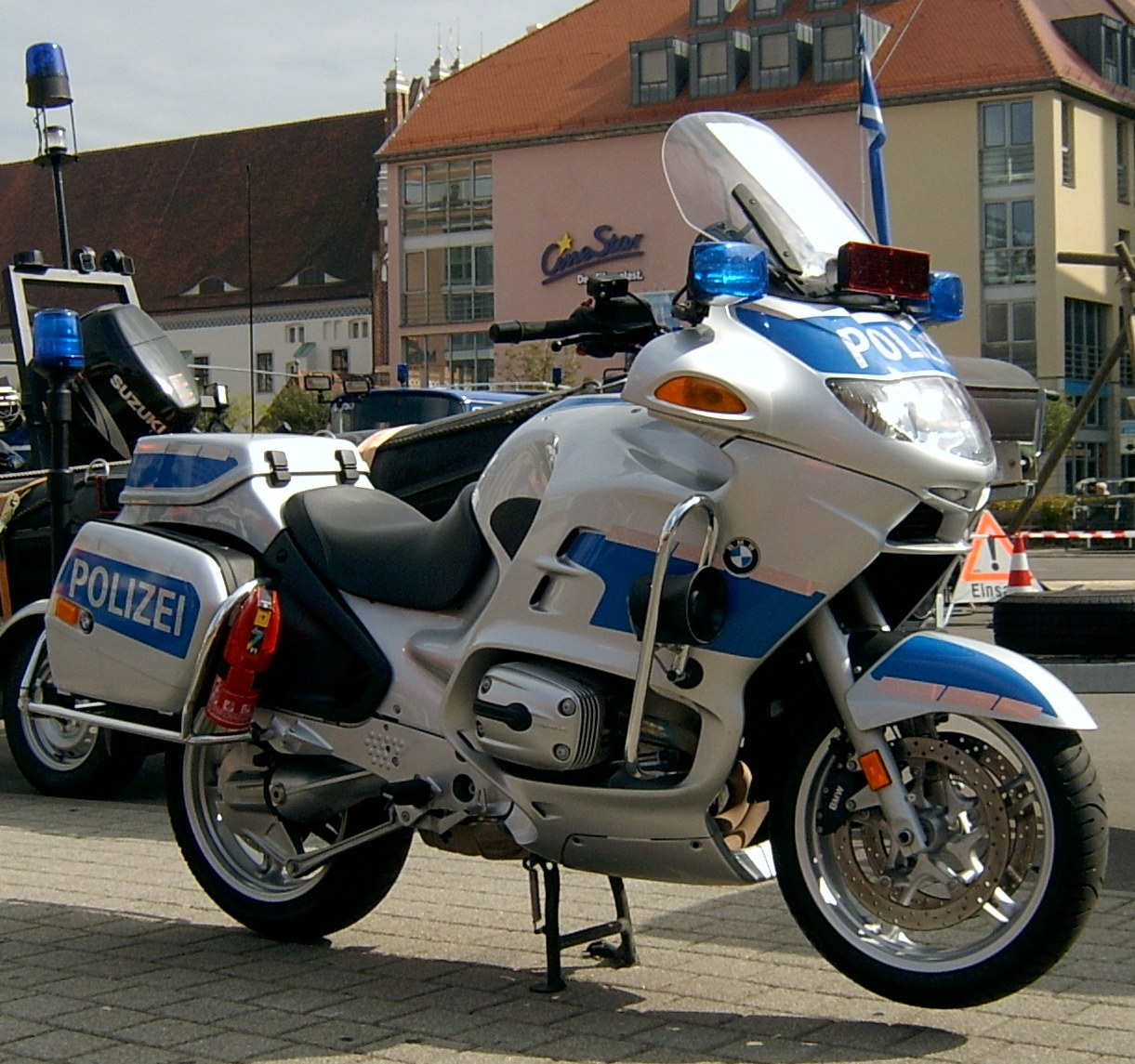
독일경찰의 싸이카(BMW)
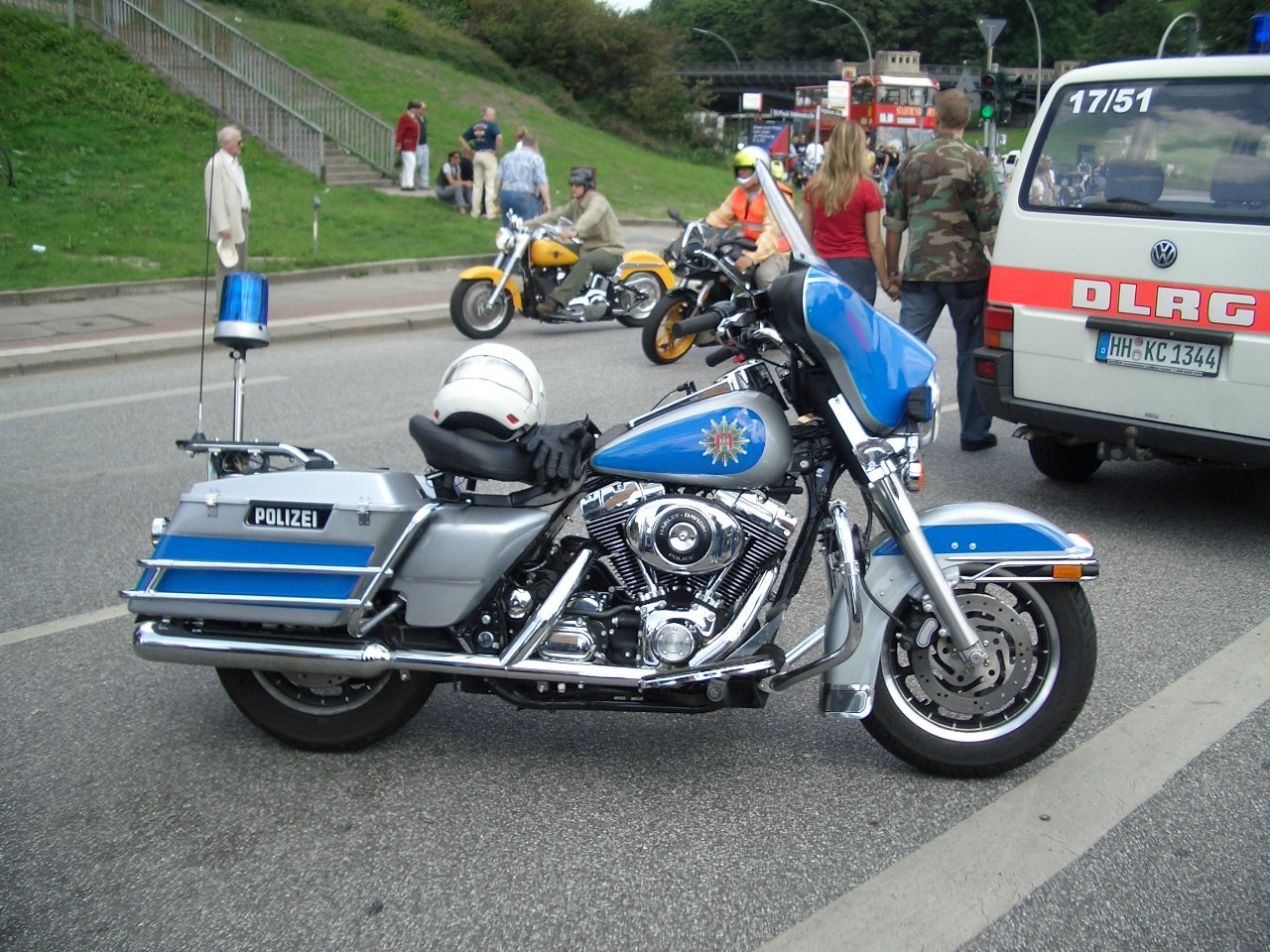
독일 함부르크 경찰의 싸이카(할리데이비슨)
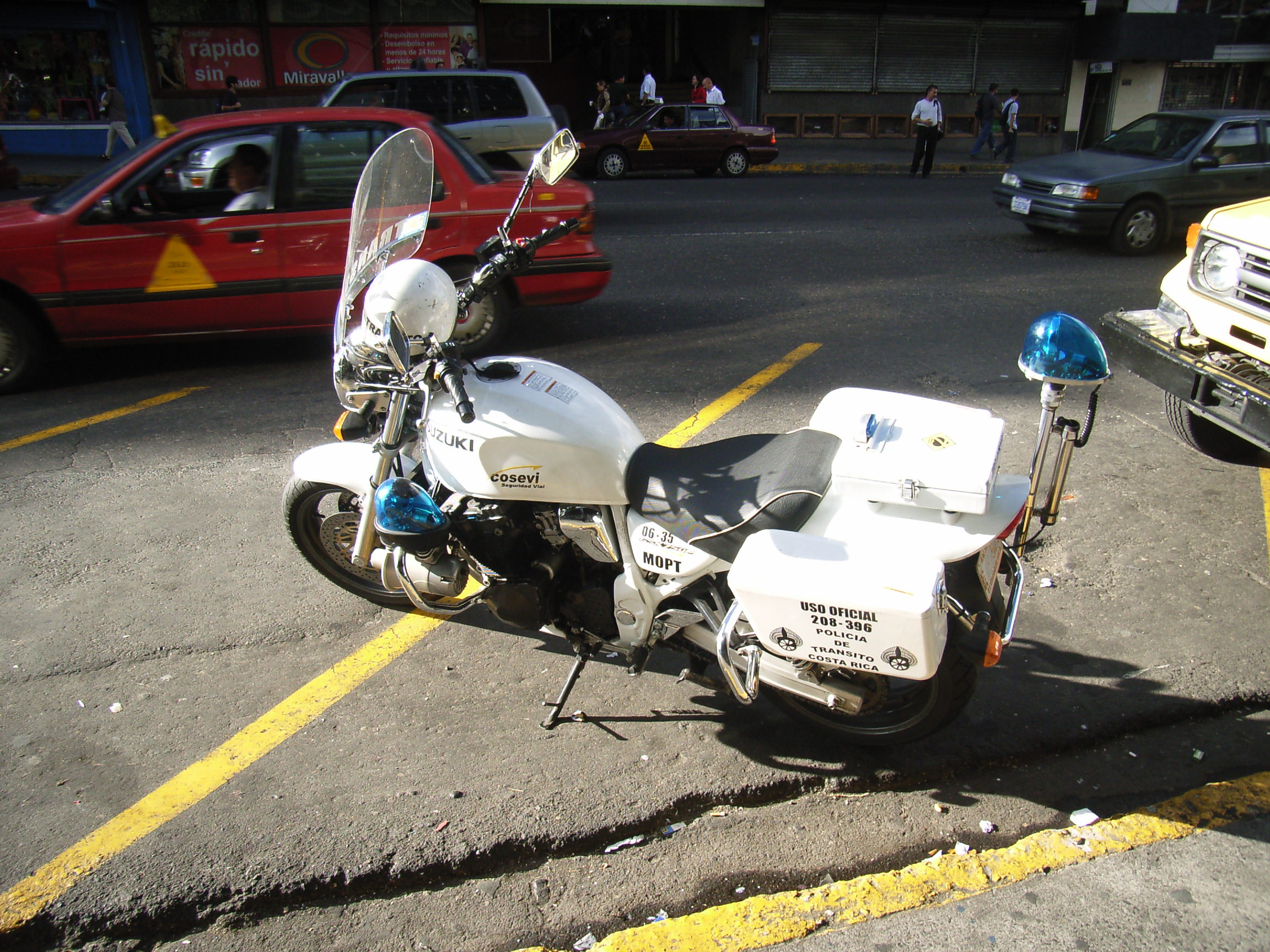
코스타리카 경찰의 싸이카(스즈키 GSF750)
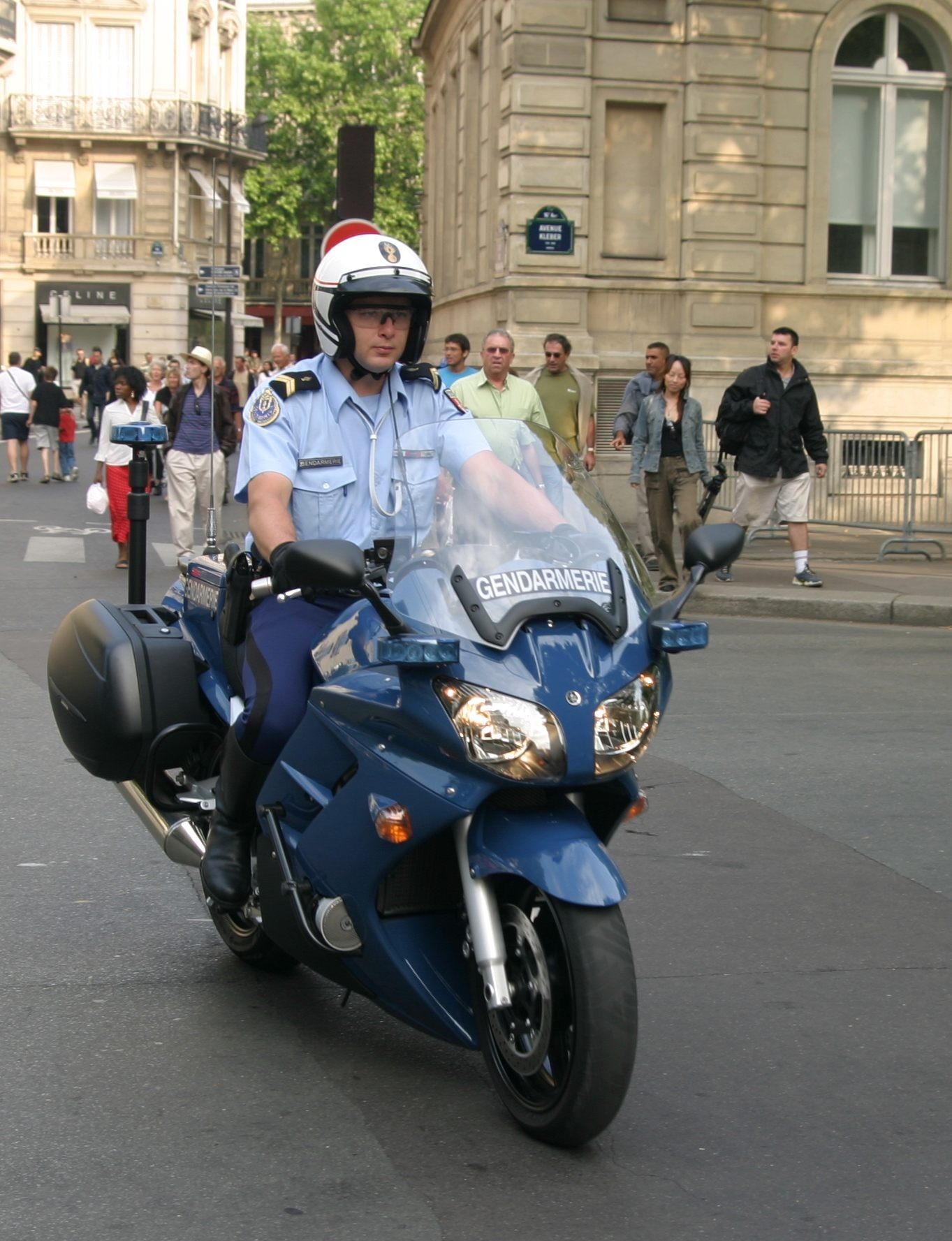
프랑스경찰의 싸이카 (야마하 FJR1300R)

## 기타
- 퇴역된 싸이카의 경우는 경매를 통해 민간인에게 불하를 한다. 이 경우 모터사이클 애호가와 같은 사람이 구입을 해 사용을 하는 경우가 있다.[2]
- 대한민국 도로교통법 제2조의 22호에서 대통령령이 정하는 긴급자동차에 해당한다.
- 125cc이하의 이륜자동차는 대한민국 도로교통법에서 원동기장치자전거에 해당하므로 125cc급의 싸이카는 긴급자동차로 지정되어 있지 않다.
- 대한민국 도로교통법 제63조에는 긴급자동차로 지정된 이륜자동차에 한해 고속도로 등(대한민국의 고속도로와 대한민국의 자동차 전용도로를 이르는 통칭)의 통행이 가능하다고 명시되어 있으므로, 고속도로 등의 통행이 가능하다.
  - 125cc 이하의 이륜자동차는 대한민국 도로교통법에서 원동기장치자전거로 분류되어 있기 때문에 125cc급의 싸이카는 원칙적으로 고속도로 등의 통행이 불가능하다.
  - 긴급자동차로 지정되지 않은 이륜자동차는 배기량에 관계없이 고속도로 등의 통행이 불가능하며, OECD 국가 중에서 이러한 법을 시행하는 국가는 대한민국이 유일하다.[3][4]